# سنگ‌نوشته پل ده چشمه
سنگ نبشته پل ده چشمه مربوط به دوره قاجار است و در شهرستان فارسان، بخش مرکزی، دهستان میزدج سفلی، جنوب شرق روستای ده چشمه واقع شده و این اثر در تاریخ ۱۳ آبان ۱۳۸۶ با شمارهٔ ثبت ۱۹۷۹۳ به‌عنوان یکی از آثار ملی ایران به ثبت رسیده است.